# Dorcadion blanchardi
Dorcadion blanchardi là một loài bọ cánh cứng trong họ Cerambycidae.